# Каниа, Хартмут
Монсеньор Хартмут Каниа (нем. Hartmut Kania; 26 мая 1942, Бранево — 17 марта 2001, Берлин) — немецкий католический священник, капеллан, настоятель прихода Святейшего Сердца Иисуса в Санкт-Петербурге, директор международной благотворительной организации «Каритас» Санкт-Петербург, основатель Мальтийской Службы помощи в Санкт-Петербурге.

## Биография
Хартмут Каниа родился 26 мая 1942 года в городке Браунсберг в Восточной Пруссии (ныне Бранево в Польше). В 1944 году семья бежала от наступающей Красной Армии в городок Каминхен в центральной Германии, который после окончания Второй мировой войны оказался в составе ГДР.
В 1960 году, по окончании средней школы, поступил в единственную на территории ГДР католическую семинарию в Эрфурте, обучение в которой совпало по времени с важным событием в истории Римско-католической Церкви — Вторым Ватиканским собором, проходившим с 1962 по 1965 год.
Хартмут Каниа вспоминал: «Это было очень интересное время. Мы каждый день слышали комментарии к происходящему в церковной жизни, ловили последние новости из Ватикана. Это было очень интересное время. Нам было очень интересно и важно ощущать, что Церковь по-настоящему жива, и что она динамично развивается».

### Церковное служение в Германии
26 июня 1966 года Хартмут Каниа был рукоположен в священники епархии Гёрлица, германской части Вроцлавской епархии.
После рукоположения служил в приходах на территории ГДР: в городах Хойерсверда, Финстервальде, Зенфтенберг и Котбус. В последнем городе он служил в течение восьми лет, и, помимо прямых обязанностей, занимался пастырской работой с молодежью. В 1978 году Хартмут Каниа стал настоятелем сразу трех приходов в Шварцхайде в земле Бранденбург.
С 1986 по 1991 год он также опекал приходы в городах Клетвиц и Руланд. По поручению Берлинской Конференции епископов с 1985 по 1991 годы исполнял обязанности духовника католической миссии для актёров и артистов цирка в ГДР.

### Пастырское окормление католиков в СССР
В 1978 году Хартмут Каниа впервые приехал в СССР, где тайно посетил немецких католиков, проживавших в Средней Азии. С тех пор, вплоть до 1991 года, он почти ежегодно проводил свой отпуск на территории Советского Союза. Тайно посещал общины католиков в Душанбе, Ташкенте, Черчике, Алма-Ате и Фрунзе. Неоднократно бывал в Москве и Ленинграде.
Вот как вспоминал об этом времени сам монсеньор: «Получалось так, что в отпуске я крестил больше людей, чем в своих немецких приходах за год! Бывало, по восемьдесят человек в день крестилось, сразу и дети, и их родители. Мы ездили вместе с отцом Маттиасом Кюном, и были единственными священниками в тех местах».
Благодаря этим многочисленным поездкам Хартмута Каниа вместе с другими немецкими священниками в качестве обычных туристов в республики СССР в 1970—1980-е годы, был заложен фундамент для решения задач, которые ожидали его впоследствии в Санкт-Петербурге.

### Церковное служение в России
Зимой 1991 года, по благословению своего епархиального епископа, Хартмут Каниа прибыл в Ленинград вместе с грузом гуманитарной помощи, собранным членами его прихода в Шварцхайде. Вместе с группой единомышленников передавал гуманитарную помощь из Германии детским домам, больницам, отделениям Всероссийского общества слепых, домам престарелых, одиноким пожилым людям. В течение нескольких лет был посредником между нуждающимися в помощи организациями, частными лицами Санкт-Петербурга и католическими приходами, общественными благотворительными организациями Германии и отдельными жертвователями.
В 1993 году официально зарегистрировал филиал «Каритас» в Санкт-Петербурге. Организация занималась реализацией конкретной адресной помощи нуждающимся. Благодаря деятельности Хартмута Каниан и его единомышленников из «Каритас» Санкт-Петербург были открыты: школа социального образования, дом престарелых, приют для инвалидов-опорников, Центр реабилитации молодых инвалидов с проблемами в развитии имени епископа Антония Малецкого, медико-социальный пункт для бездомных, детская гостиная «Островок» для безнадзорных детей.
На Хартмута Каниа было возложено также руководство «Благотворительной мальтийской столовой», открытой в феврале 1992. В 1996 году в Санкт-Петербурге была зарегистрирована организация «Мальтийская служба помощи», и он стал первым председателем её Правления. Параллельно, с 1993 года, занимался возвращением верующим здания храма Святейшего Сердца Иисуса, в котором в то время располагалась организация «Спецстрой». С 1994 года новообразованный приход Святейшего Сердца Иисуса стал собираться на богослужения в храме Лурдской Божией Матери. 5 апреля 1996 года верующим были возвращены первый и четвёртый этажи храма, а уже 6 июня в его здании была совершена первая Святая Месса. После ремонта на четвёртом этаже разместилась часовня, а на первом — пункт социальной службы благотворительной организации «Каритас» и отделение «Мальтийской службы помощи».
Особое значение имело для Хартмута Каниа строительство в Санкт-Петербурге «Дома Святой Елизаветы» в Коломягах, который ныне носит его имя. По его замыслу, он должен был включать в себя Центр социального образования для сотрудников и добровольцев «Каритас», а также церковный дом престарелых. 4 января 1999 года Хармут Каниа получил титул капеллана Его Святейшества.

### Смерть и память
По воспоминаниям очевидцев, не было ни одного человека, который обратился бы за помощью к Хартмуту Каниа и не получил бы её. Он принимал людские беды очень близко к сердцу и всегда старался помочь всем, кто приходил к нему лично или в «Каритас», любил и хорошо понимал русских людей, доказывая эту любовь своим служением бездомным, больным и нуждающимся.
Хармут Каниа скоропостижно скончался 17 марта 2001 года в клинике Берлин-Штеглиц, в Германии. Память о нём в России сохраняется в общинах католиков и, в основанных им, благотворительных организациях Санкт-Петербурга.